# Amblonoxia carpenteri
Amblonoxia carpenteri är en skalbaggsart som beskrevs av Leconte 1876. Amblonoxia carpenteri ingår i släktet Amblonoxia och familjen Melolonthidae. Inga underarter finns listade i Catalogue of Life.